# Liancalomina gracilipes
Liancalomina gracilipes är en tvåvingeart som beskrevs av Stackelberg 1931. Liancalomina gracilipes ingår i släktet Liancalomina och familjen styltflugor. Inga underarter finns listade i Catalogue of Life.